# Tadeusz Pieronek
Tadeusz Pieronek (se prononce [taˈdɛuʃ pʲɛˈrɔnɛk]; né le 24 octobre 1934 à Radziechowy, mort le 27 décembre 2018 à Cracovie) est un évêque polonais, évêque auxiliaire de Sosnowiec de 1992 à 1998.

## Biographie
Tadeusz Władysław Pieronek est ordonné prêtre le 26 octobre 1957.
Tadeusz Pieronek est nommé évêque auxiliaire de Sosnowiec le 25 mars 1992, avec le titre in partibus de Cufruta (de). Il est ordonné évêque le 26 avril suivant. Il démissionne de son poste d'évêque auxiliaire le 31 août 1998. Il meurt à Cracovie le 27 décembre 2018.